# Digitale Nationer
Digitale Nationer (DN), tidligere de Digitale 5, Digitale 7 og Digitale 9, er et internationalt samarbejdsnetværk mellem verdens førende digitale forvaltninger med et fælles mål om at udnytte digital teknologi til at forbedre borgernes liv. Medlemmerne deler digitale praksisser i verdensklasse, samarbejder om at løse almindelige problemer, identificerer forbedringer af digitale tjenester og støtter og kæmper for gruppens voksende digitale økonomier. Gennem internationalt samarbejde sigter Digitale Nationer mod at identificere, hvordan digital forvaltning kan komme borgerne mest til gavn. Gruppen repræsenterer et minilateralt engagement, hvor små grupper af stater samarbejder om specifikke emner med global indflydelse.

## Medlemmer
Estland, Israel, New Zealand, Sydkorea og Storbritannien er de stiftende medlemmer af D5. I februar 2018 sluttede Canada og Uruguay sig til gruppen for at danne D7. I november 2018 sluttede Mexico og Portugal sig til D9. Danmark kom med som det tiende medlem af Digitale Nationer i november 2019.

## Erklæring
I 2014 underskrev de stiftende medlemmer en erklæring, der forpligtede dem til at dele og forbedre de deltagende nationers praksisser for digitale tjenester og digitale økonomier. Erklæring er siden blevet opdateret for at afspejle et voksende medlemstal og skitserer en gensidig forpligtelse til digital udvikling og lederskab gennem ni kerneprincipper:
1. Brugerbehov – design af offentlige tjenester til borgeren
2. Åbne standarder – en forpligtelse til troværdige royalty-frie åbne standarder for at fremme interoperabilitet
3. Open source – fremtidige forvaltningssystemer, procedurer, standarder og manualer skabes som open source og kan deles mellem medlemmer
4. Åbne markeder – i offentlige indkøb skabes ægte konkurrence mellem virksomheder uanset størrelse. DN opmuntrer og støtter en iværksætterkultur og fremmer vækst ved hjælp af åbne markeder
5. Offentlighed i forvaltningen (gennemsigtighed) – vær medlem af Open Government-partnerskabet og brug åbne licenser til at skabe og forbruge åbne data
6. Konnektivitet – muliggør en online befolkning gennem omfattende digital infrastruktur af høj kvalitet
7. Digitale kompetencer og selvtillid – støt børn, unge og voksne i at udvikle digitale kompetencer og færdigheder
8. Assisteret digital – en forpligtelse til at hjælpe alle sine borgere med at få adgang til digitale tjenester
9. Forpligtelse til at dele og lære – alle medlemmer forpligter sig til at arbejde sammen for at hjælpe med at løse hinandens problemer, hvor end de kan

Den opdaterede erklæring blev underskrevet den 6. november 2019 i Montevideo, Uruguay.